# メアリー・カルー
メアリー・カルー（Mary Louise Carew Armstrong、1913年9月8日 – 2002年7月12日）は、アメリカ合衆国の陸上競技選手である。彼女は、1932年に開催されたロサンゼルスオリンピックの4×100メートルリレー走で金メダルを獲得した。

## 経歴
カルーは陸上選手としては小柄な部類に入っていたが、短距離走での爆発的なスタートダッシュを武器にしてAAU室内選手権の40ヤード 走競技を1929年から1932年にかけて4連覇していた。特に1930年と1931年に出した5秒2の記録は、当時の世界室内タイ記録だった。他に、1930年にはAAU室外選手権でも50ヤード 走競技で優勝している。但し、彼女にはレースの終盤で失速する傾向があり、1932年のロサンゼルスオリンピックの国内最終選考では3位タイに終わっている。
ロサンゼルスオリンピックの4×100メートルリレーは、1932年8月7日に6チームが出場して予選なしの決勝のみで実施された。カルーはアネット・ロジャース、エベリン・ファーチ、ウィルヘルミナ・ボンブレーメンとともにアメリカ代表チームの一員に選ばれ、そのスタートダッシュの力を買われて最初の走者を任された。アメリカ代表チームは2位のカナダ代表チームと僅差ながら金メダル獲得を果たした。
カルーは選手生活から退いた後も陸上競技への関心を持ち続け、結婚後はアメリカ合衆国オリンピアンズ協会ニューイングランド分会の秘書を務めた。